# Černýš u Perštejna (tvrz)
Tvrz Černýš stávala na blíže neznámém místě v obci Černýš nedaleko Perštejna.

## Historie
První písemná zmínka o tvrzi je z roku 1604, kdy Markéta Borňová ze Lhoty prodala tvrz s poplužním dvorem a vesnicemi Okounov, Hora, Telcov a Tunkov bratrům ze Šteinsdorfu. Téhož roku ji získal Kryštof z Fictumu. Po Bílé hoře mu byl majetek zkonfiskován a roku 1623 jej koupil Kryštof Šimon Thun. To je zároveň poslední zmínka o tvrzi. Ta zanikla pravděpodobně někdy během 17. století.